# Ilham Aliyev
Pour les articles homonymes, voir Aliyev.
Ilham Aliyev ou Ilham Aliev (en azéri İlham Heydər oğlu Əliyev, prononcé [ilˈhɑm hejˈdæɾ oɣˈlu æˈlijev] ; en russe Ильхам Гейдарович Алиев, Il'kham Geïdarovitch Aliev, ou Ильхам Гейдар оглу Алиев, Il'kham Geïdar oglou Aliev), né le 24 décembre 1961 à Bakou, est un homme d'État azéri, président de la république d'Azerbaïdjan depuis le 31 octobre 2003. Il devient président à la suite du désistement de son père malade, le président sortant Heydar Aliyev, à l'élection présidentielle de 2003. Il est ensuite réélu président en 2008, 2013, 2018 et 2024, les élections étant marquées à chaque fois par de nombreuses irrégularités.
Basé sur les idéologies nationaliste et panturque, son régime est qualifié d'autoritaire,,, de dictatorial,,, de totalitaire,, ou encore de fasciste,,. Le régime d'Aliyev, qui pouvait laisser penser à une certaine ouverture démocratique à ses débuts, se révèle de plus en plus autoritaire. L'opposition politique et les médias sont totalement muselés au cours des années et les ONG internationales dénoncent régulièrement les privations de libertés et infractions graves aux droits de l'homme, ainsi que la corruption et le népotisme qui règnent dans le pays. De nombreuses compagnies nationales azerbaïdjanaises appartiennent à Ilham Aliyev, sa femme ou ses enfants, notamment dans le secteur bancaire, les télécoms ou l'industrie pétrolière. Aliyev est cité dans le scandale financier des Panama Papers, en 2016, et dans celui des Pandora Papers, en 2021.
L'Azerbaïdjan étant riche en gaz et en pétrole, les rentes de ces ressources naturelles permettent de maintenir l'économie et renforcent l'image d'Aliyev sur le plan intérieur. Cette manne est également utilisée pour l'organisation de grandes compétitions sportives (Grand prix de Formule 1, Euro de football). Aliyev a été accusé de corrompre des élus européens dans le but d'améliorer l'image du régime à l'international, ce qui est appelé la diplomatie du caviar.
Ilham Aliyev est très proche du président turc Recep Tayyip Erdoğan, sur lequel il calque sa diplomatie, les deux pays étant très proches diplomatiquement et culturellement. Il entretient ainsi des liens étroits avec la Russie de Vladimir Poutine tout en ménageant l'Occident avec qui il développe des relations économiques.
Avec le soutien de la Turquie, Aliyev lance en 2020 une guerre de 44 jours contre le Haut-Karabagh séparatiste, récupérant ainsi une partie des territoires perdus en 1994 à l'issue de la première guerre du Haut-Karabagh, victoire importante qui renforce l'image du président et qui est toujours commémorée annuellement en Azerbaïdjan. L'emploi par l'Azerbaïdjan pendant cette guerre de mercenaires syriens ainsi que d'armes interdites par les conventions internationales est l'objet de critiques internationales.
Après deux jours de combat, les 19 et 20 septembre 2023, les Arméniens du Nagorny-Karabakh (Artsakh pour eux) déposent les armes. Presque tous les Arméniens quittent alors la région pour trouver refuge en Arménie. Pour Aliyev,  l'Azerbaïdjan a recouvré tout le territoire qui lui est internationalement reconnu.

## Situation personnelle

### Origines
Ilham Aliyev naît le 24 décembre 1961 à Bakou, alors capitale de la RSS d'Azerbaïdjan, en Union soviétique.
Son père Heydar Aliyev est un homme politique, homme d'État et le troisième président de la république d'Azerbaïdjan. Il est mort le 12 décembre 2003 aux États-Unis.
Sa mère, Zarifa Aliyeva était ophtalmologue, membre de l'Académie nationale des sciences de la république d'Azerbaïdjan et professeure. Elle a effectué de nombreux travaux scientifiques : 14 monographies, des centaines de documents de recherche et 12 propositions de rationalisation. Elle est morte le 15 avril 1985.

### Formation et carrière
Après avoir terminé ses études secondaires à Bakou (1967-1977), il étudie à l'Institut d'État des relations internationales de Moscou (MGIMO), recevant un doctorat en histoire et relations internationales (1977-1985), avant de devenir lui-même enseignant au MGIMO dans les années 1985-1990.
Après l'effondrement de l'URSS en 1991, Ilham Aliyev devient alors un homme d'affaires dirigeant un groupe d'entreprises privées industrielles et commerciales jusqu'en 1994.
De 1994 à 2003, il est vice-président et plus tard premier vice-président de la Compagnie nationale du pétrole d'Azerbaïdjan (SOCAR). Il a participé activement à la mise en œuvre de la stratégie pétrolière d’Heydar Aliyev. Depuis 1997, Ilham Aliyev est président du Comité national olympique d'Azerbaïdjan. Pour sa contribution au développement du sport et du mouvement olympique, Aliyev a reçu l'ordre le plus élevé du Comité international olympique et l'ordre du mérite « Grand Cordon » du Conseil international du sport militaire.

### Vie privée et familiale
Ilham Aliyev a épousé Mehriban Paşayeva le 22 décembre 1983. Ensemble, ils ont deux filles, Leyla et Arzu, et un fils, Heydar.

## Parcours politique

### Débuts
En 1995, Ilham Aliyev est élu député au Parlement et devient président du Comité national olympique azéri (poste qu'il occupe toujours) et chef de la délégation azerbaïdjanaise au Conseil de l'Europe.

### Premier ministre
Le 4 août 2003, deux mois avant l'élection présidentielle, le Premier ministre Artur Rasizada démissionne, officiellement pour « raisons de santé » et Heydar Aliyev, en traitement médical aux États-Unis, nomme son fils Premier ministre. Aux termes de la Constitution azerbaïdjanaise, c'est le Premier ministre qui deviendrait automatiquement président de la République par intérim en cas de décès du président. Deux jours plus tard, Ilham Aliyev prend congé de sa fonction de Premier ministre pour préparer l'élection présidentielle et laisse au Premier ministre sortant et nouveau vice-Premier ministre, Artur Rasizada, la tâche de gouverner le pays à sa place,.

### Élection à la présidence en 2003
En octobre 2003, Heydar Aliyev, toujours candidat à sa propre succession mais dont les problèmes de santé s'aggravent sans cesse, renonce finalement à se représenter et reconnaît son fils comme seul candidat de son parti, le Parti du nouvel Azerbaïdjan (Yeni Azərbaycan Partiyası, YAP).
Le résultat officiel de l'élection du 15 octobre 2003 donne la victoire à Ilham Aliyev, qui est crédité de 76,84 % des votes, contre 13,97 % pour son principal adversaire, Issa Gambar. Cependant, l'opposition, emmenée par ce dernier, Ali Karimli (en) et Rasul Guliyev (en), refuse de reconnaître ce résultat et organise des protestations de masse. Ilham Aliyev prend ses fonctions le 31 octobre malgré les plaintes de l'opposition. Cette élection a été grandement critiquée par la communauté internationale, beaucoup d'observateurs ayant noté qu'elle ne répondait pas aux conditions minimales d'impartialité, étant marquée par l'intimidation des électeurs, par l'inégalité de l'accès de candidats aux médias et par des violations fréquentes des lois et processus électoraux. La mission internationale d'observation des élections de l'OSCE a noté un certain nombre d'irrégularités dans le comptage et la publication des votes. Human Rights Watch s'est plaint que la campagne d'Ilham Aliyev a été financée par des fonds gouvernementaux et que la Commission électorale centrale, ainsi que les commissions électorales locales, ont été noyautés par ses partisans, tandis que les organisations non gouvernementales se sont vu empêchées de surveiller le vote.

### Président de la République

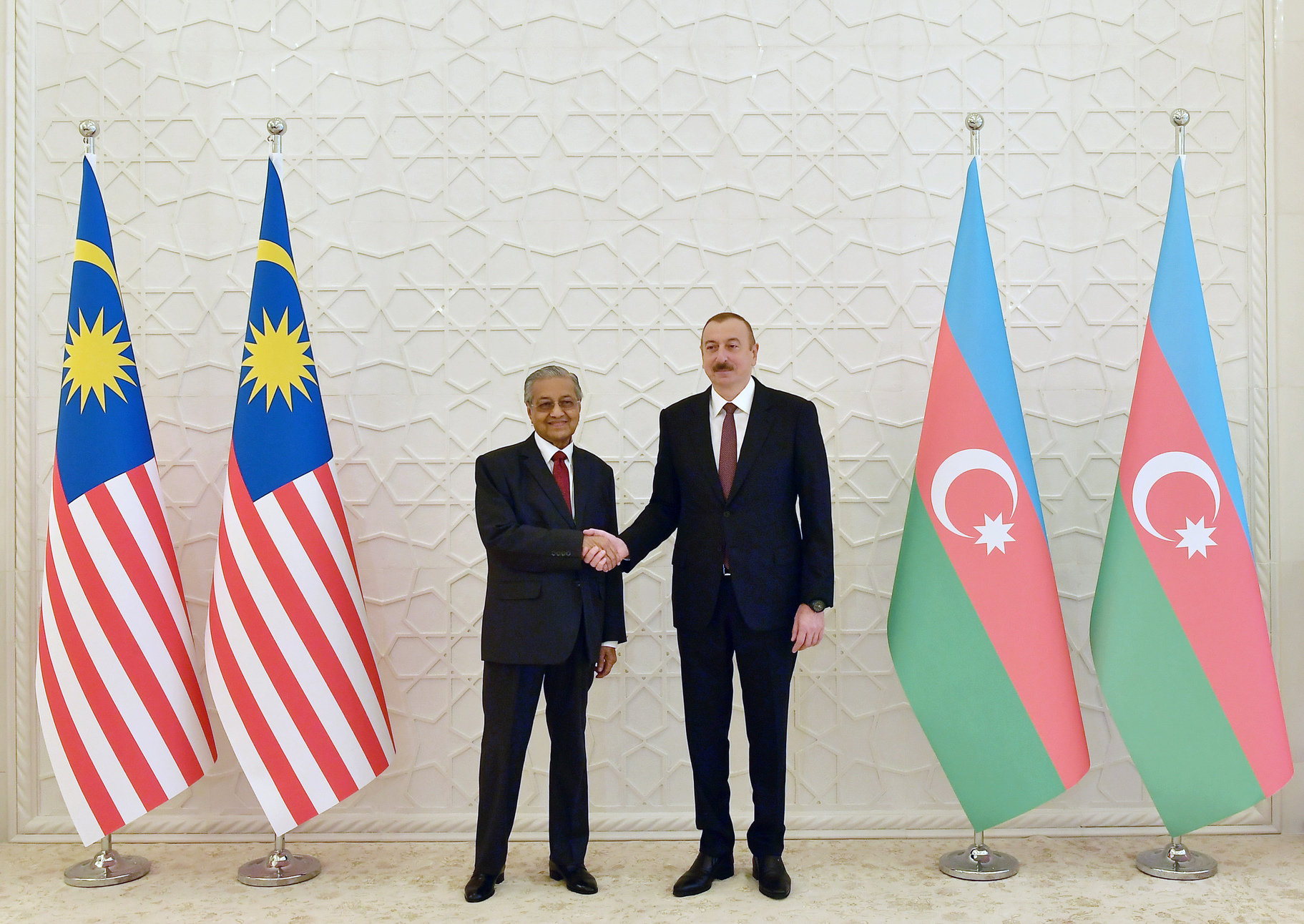
Ilham Aliyev et le Premier ministre malaisien Mahathir Mohamad en 2019.

La première décision d'Ilham Aliyev est de renommer Artur Rasizada au poste de Premier ministre qu'il n'avait jamais vraiment cessé d'occuper,.
Le 20 mars 2005, sous pression du Conseil de l'Europe et de l'OSCE, Aliyev amnistie 115 prisonniers qui avaient été arrêtés pendant les manifestations dénonçant les fraudes lors de l'élection présidentielle de 2003. 53 de ces prisonniers étaient considérés comme des prisonniers politiques par le Conseil de l'Europe,.
Le 26 mars 2005, Aliyev est officiellement élu président du Parti du Nouvel Azerbaïdjan (YAP). L'opposition dénonce cette élection comme une violation de la loi sur les partis politiques de 1992 qui interdit au président de la République d'être membre d'un parti politique.
Aliyev est réélu président de la République le 15 octobre 2008 avec 88,73 % des voix face à une opposition divisée. Les observateurs de l'OSCE présents sur place ont noté des « progrès considérables » tout en considérant que l'élection n'était pas « véritablement pluraliste et démocratique, ». Parmi les principales critiques formulées sur le déroulement de la campagne figurent la partialité des principaux médias en faveur d'Aliyev, l'obligation pour certains de participer aux meetings politique de YAP ou la consigne reçue par des fonctionnaires de participer au vote (pour lutter contre le boycott promu par une partie de l'opposition).
En 2012, l'image d'Aliyev et de son régime est sérieusement écornée par l'affaire Safarov. L'officier militaire Ramil Safarov, condamné à la prison à perpétuité en Hongrie pour le meurtre xénophobe d'un officier arménien pendant un stage de l'OTAN en 2004, est extradé vers l'Azerbaïdjan pour y finir sa peine. Malgré les promesses du gouvernement azerbaïdjanais, Safarov est accueilli en héros par Aliyev, qui le gracie et lui offre une promotion. De nombreux pays (dont les États-Unis, la Russie, la France) ainsi que des organisations internationales (dont OTAN et ONU) condamnent ces actions,.
La même année Aliyev est élu « personnalité de l'année » par le Organized Crime and Corruption Reporting Project. Ce titre ironique est décerné à « la personne ou l'institution qui a fait le plus pour faire progresser l'activité criminelle organisée et la corruption dans le monde ». L'organisme entend dénoncer le haut niveau de corruption et le népotisme qui règne dans les institutions politiques et économiques du pays.
Le 9 octobre 2013, Aliyev est réélu au poste de président de la République pour un troisième mandat, avec 85 % des voix. Ses principaux rivaux sont Jamil Hasanli et Igbal Agazade. Le déroulement de l'élection est toutefois critiqué par les observateurs de l'OSCE relevant « des freins à la liberté d'expression », ainsi que l'intimidation de certains candidats et électeurs, une couverture restreinte des candidats par la presse et du bourrage d'urnes dans certains bureaux. Cette élection est surtout marquée par une invraisemblable erreur qui voit les résultats diffusés dans les médias la veille du vote. La commission électorale de l'Azerbaïdjan essaie de justifier cela en expliquant que ce sont les résultats de l'élection précédente, en 2008, qui ont été initialement diffusés par erreur. Cependant, les candidats listés dans les résultats sont bien ceux de 2013. Un scandale éclate en Allemagne quand des preuves démontrent que certains observateurs internationaux, dont Eduard Lintner (en), ont reçus des sommes d'argent importantes pour taire les irrégularités des élections.
À l'international, il met en œuvre une « diplomatie du caviar » consistant à acheter des soutiens à l'étranger par le versement de pots-de-vin, notamment au sein du Conseil de l'Europe, dans l'optique du conflit qui l'oppose à l'Arménie et pour faire taire les critiques sur la répression politique qu'il conduit contre ses opposants. Entre 2012 et 2014, au moins 2,5 milliards d'euros sont versés à différents parlementaires par l’intermédiaire de quatre entreprises basées au Royaume-Uni.
Début 2017, il nomme son épouse Mehriban Alieva au poste de vice-présidente du pays.
En octobre 2017, l'Assemblée parlementaire du Conseil de l'Europe dénonce les arrestations et procès en Azerbaïdjan contre des défenseurs des droits de l'homme, des journalistes, des militants politiques ou des blogueurs. L'Assemblée critique également l'utilisation de la torture et de traitements inhumains ou dégradants en détention, et la dépendance de l'appareil judiciaire aux ordres de l'exécutif,.
Ilham Aliyev est réélu président au terme de l'élection présidentielle de 2018 avec 86 % des voix. L'OSCE dénonce de « graves irrégularités » lors du scrutin.
En décembre 2019, l'Assemblée nationale, contrôlée par le Parti du nouvel Azerbaïdjan (YAP) du président Aliyev, vote une proposition demandant sa dissolution. Le président accepte cette proposition et fixe les élections législatives au 9 février 2020.
Ilham Aliyev est réélu avec 92,1 % des voix à l'élection présidentielle de 2024,.

#### Politique intérieure

##### Politique culturelle
En 2008, Ilham Aliyev lance l'initiative « processus de Bakou » pour la promotion du dialogue interculturel à la Conférence des ministres responsables de la Culture, sur le thème « le dialogue interculturel comme fondement de paix et de développement durable en Europe et dans les régions voisines ».

##### Droits de l'homme
Dans le domaine de la liberté de la presse, l'organisation Reporters sans frontières classe dans son rapport annuel de 2012 l'Azerbaïdjan 162e sur 179 avec un score de 87,25. Le président Ilham Aliyev, qui succède à son père Heydar Aliyev, entretient un culte de la personnalité. Il a été souvent critiqué sur l'aggravation de la situation des libertés civiles,. Les manifestations publiques contre le gouvernement en place ne sont pas tolérées, les autorités usent de la force quand elles ont lieu. Depuis la dissolution de l'Union soviétique et l'indépendance de l'Azerbaïdjan en 1993, aucune élection n'a été qualifiée de libre et équitable par les observateurs internationaux,,.
Les services de renseignement introduisent des caméras cachées au domicile de militants de l'opposition afin de disposer de moyen de chantage, menaçant leurs victimes de publier les vidéos de leurs relations sexuelles sur les réseaux sociaux. Des opposants réfugiés à l'étranger font l'objet d'assassinats ou de tentatives d'assassinat.
En 2012, la journaliste d’investigation Khadija Ismayilova fait l’objet d’un chantage à l’aide d’images intimes, puis est emprisonnée à la suite de la publication de son enquête sur la corruption du clan Aliev. En 2023, le média indépendant Abzas, qui venait de publier une série d'enquêtes sur la corruption et l’enrichissement de proches d'Ilham Aliev (notamment ses filles, Leyla et Arzu Alieva, le chef des services de sécurité du président, Baylar Ayoubov, et le chef des services de sécurité de l’État, Ali Naghiyev) est fermé lors d'un raid de la police. Six de ses journalistes sont condamnés en 2025 à de lourdes peines de prison. Depuis, les derniers médias indépendants azerbaïdjanais (Meydan, Toplum et Turan) ont été fermés, et les correspondants de médias occidentaux perdent leurs accréditations. Deux autres journalistes, Ulviyya Ali et Ahmad Mammadli, qui publiaient sur les réseaux sociaux du fait de la disparition des derniers médias indépendants, sont également arrêtés en 2025. Selon leurs proches, les interpellations se sont accompagnées de violences et, dans le premier cas, de menaces de viol. Selon Reporters sans frontières, 24 journalistes et professionnels des médias sont emprisonnés en 2025 pour des raisons liées à leur travail, ce qui place l’Azerbaïdjan au huitième rang mondial des pays incarcérant le plus les journalistes.
Les économistes Goubad Ibadoghlou et Fazil Gasimov, tous deux critiques de l'autoritarisme du régime, sont arrêtés durant l'été 2023 et condamnés à des peines de prison,. En 2025, le politiste Bahruz Samadov, qui s'était exprimé en faveur de la paix avec l'Arménie, est condamné à 15 ans de prison. Emprisonné à titre préventif depuis 2024, il a tenté de mettre fin à ses jours en juin 2025.

##### Politique économique
En raison des politiques économiques d'Ilham Aliyev[réf. souhaitée], et plus particulièrement des exportations de pétrole et de gaz, le PIB de l'Azerbaïdjan entre les années 2003-2016 a été multiplié par plus de cinq, en 2003, lorsque le président Aliyev a pris ses fonctions, le PIB de l'Azerbaïdjan s'élevait à 7,276 milliards de dollars et était de 37,848 milliards en 2016 selon les données de la Banque mondiale,.
Les dépenses militaires de l’Azerbaïdjan ont quintuplé entre 2004 et 2011, pour atteindre 2,5 milliards d’euros, et représentent ainsi plus de sept fois les dépenses militaires de l'Arménie.
En 2007, Ilham Aliyev a signé le décret sur l'établissement de zones économiques spéciales en Azerbaïdjan. Le 20 avril 2016, Ilham Aliyev a signé un décret portant création du Centre d'analyse des réformes économiques et de la communication. Le 6 novembre 2017, il a adopté un autre décret portant création de la société par actions ouverte «Azerbaijan Industrial Corporation».[pertinence contestée]

##### Politique de l'énergie et des transports
Ilham Aliyev a souligné à plusieurs reprises l'importance du développement du corridor gazier sud (Bakou-Tbilissi-Erzurum) et à la ligne de chemin de fer Bakou-Tbilissi-Kars.
En juin 2012, l'accord intergouvernemental sur le projet TANAP de gazoduc transanatolien a été signé par Ilham Aliyev et le Premier ministre turc Recep Tayyip Erdoğan. Le projet TANAP a été lancé le 17 mars 2015 par le président Aliyev, le président turc Recep Tayyip Erdoğan et le président géorgien Guiorgui Margvelachvili à Kars.
Ilham Aliyev et le président de la Commission européenne, José Manuel Barroso, ont signé une déclaration conjointe sur la livraison du gaz de l'Azerbaïdjan à l'Europe.

#### Politique étrangère

##### Relations avec l'Union européenne

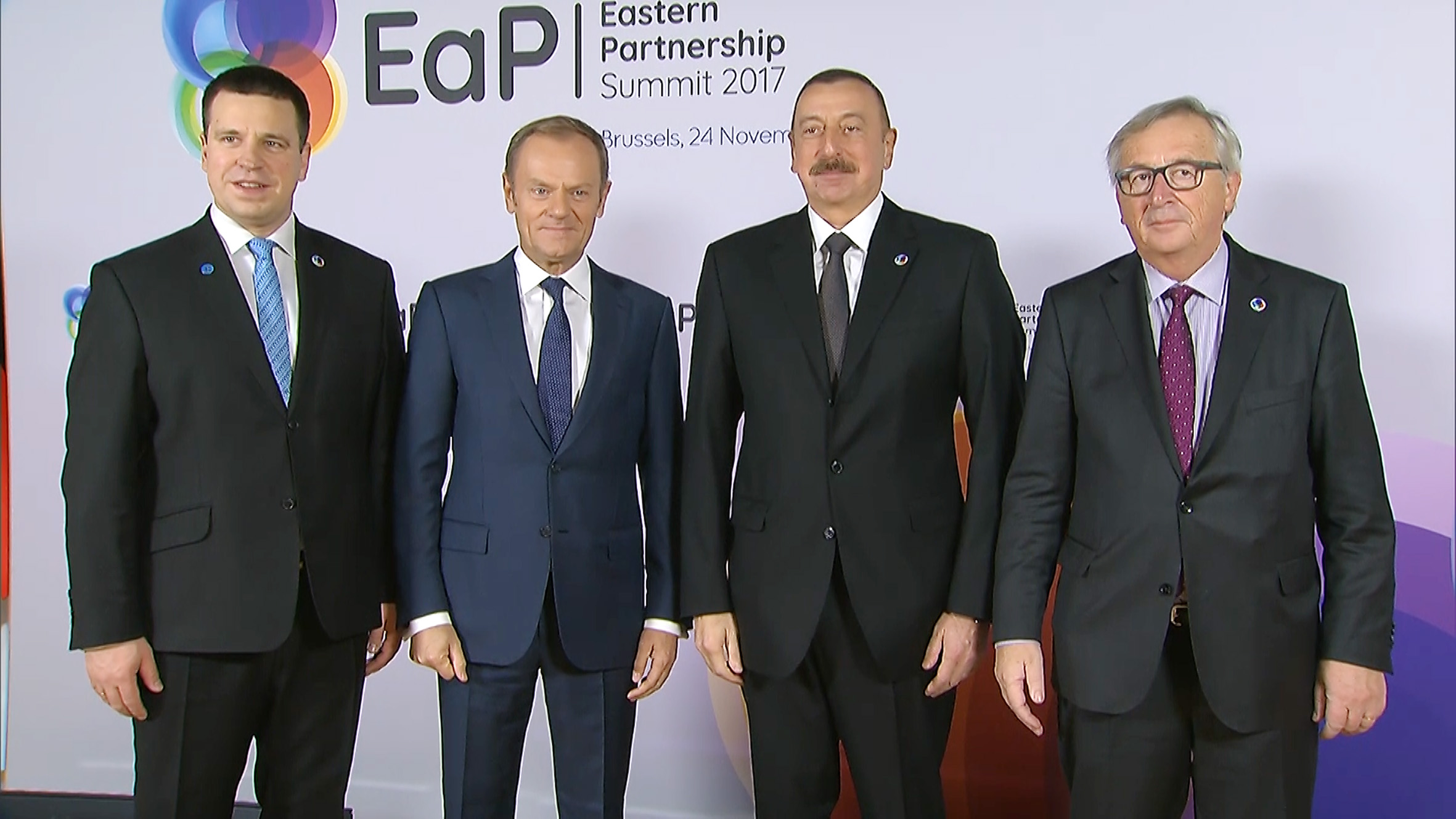
Ilham Aliyev avec le Premier ministre estonien, président du Conseil européen, président de la Commission européenne au sein du sommet du partenariat oriental de l'UE 2017 (de gauche à droite)

Ilham Aliyev a développé la coopération avec l'Union européenne (UE) depuis sa présidence. Un an après que M. Aliyev est devenu président, en 2004, l'Azerbaïdjan en tant que pays du sud du Caucase a fait partie de la politique européenne de voisinage (PEV) de l'UE. Deux ans plus tard, en 2006, Ilham Aliyev au nom de l'Azerbaïdjan, et Matti Vanhanen, ancien président du Conseil européen, et José Manuel Barroso, ancien président de la Commission, au nom de l'UE ont signé le protocole d'accord sur un partenariat stratégique. En 2009, lorsque l'UE a lancé l'initiative, l'Azerbaïdjan a été inclus dans la politique de partenariat oriental. Après deux ans, en 2011, Ilham Aliyev et José Manuel Barroso, ancien président de la Commission européenne, ont conclu la déclaration commune sur le corridor gazier sud.
Ilham Aliyev a affirmé l'importance de la déclaration commune dans le domaine de la coopération énergétique entre l'UE et l'Azerbaïdjan lors de sa visite à Bruxelles en 2013 avec les mots suivants : « Bien sûr, la coopération énergétique est l'une des composantes les plus importantes de nos relations. Je suis heureux que, après la signature, avec le président Barroso, de la déclaration sur la coopération stratégique dans le secteur de l'énergie à Bakou au début de 2011, nous en voyons actuellement les résultats concrets. Cette déclaration a joué un rôle majeur dans la mise en œuvre du corridor gazier ».
Le 6 février 2017, Aliyev s'est rendu à Bruxelles, la capitale de l'UE, pour les réunions bilatérales et multilatérales. Il a effectué des visites officielles auprès du haut représentant de l'UE pour les affaires étrangères et la politique de sécurité, avec le président du Conseil européen, le président de la Commission et le commissaire à l'Union de l'énergie. Après la visite du Président Aliyev, le 7 février 2017, le processus de négociations pour un nouvel accord bilatéral entre l'Azerbaïdjan et l'UE a été lancé.
Du 12 au 15 mars 2017, le président Aliyev a effectué une visite officielle en France et a rencontré les dirigeants des sociétés internationales SUEZ, DCNS, CIFAL, Space Systems au sein de la division Airbus Defence and Space. Lors de sa rencontre avec des entrepreneurs français, le président Aliyev a déclaré que les activités illégales de certaines entreprises du Haut-Karabagh sont inacceptables et violent les lois internationales et nationales. Après sa visite, Aliyev a rencontré le président français à l'Élysée. Le président français François Hollande a fait une déclaration à la presse que le statu quo dans le conflit du Haut-Karabagh n'est pas la bonne option et il espère qu'il y aura une reprise des négociations et il a exhorté les autres coprésidents du groupe de Minsk et la Russie, pour contribuer à ce processus.

##### Relations avec la Russie
Ilham Aliyev a caractérisé à plusieurs reprises les relations entre l'Azerbaïdjan et la Russie comme un partenariat stratégique,, Le 6 février 2004, Ilham Aliyev et Vladimir Poutine, le président de la Russie, ont signé la Déclaration de Moscou, qui énonçait les principes des relations entre l'Azerbaïdjan et la Russie. Le 11 août 2004, le Président Aliyev a adopté un Ordre pour la tenue de « l'Année de la Russie en Azerbaïdjan » en 2006 à la suite de la décision de la Russie de tenir « l'Année de l'Azerbaïdjan en Russie » en 2005. Le 16 février 2005, Ilham Aliyev a effectué une visite de travail à Moscou et a participé à la cérémonie d'ouverture de l'Année de l'Azerbaïdjan en Russie. Quatre mois plus tard, du 14 au 15 juin 2005, Ilham Aliyev s'est de nouveau rendu en Russie et a rencontré le président russe Vladimir Poutine dans le cadre du neuvième forum économique international. Le 29 juin 2006, Ilham Aliyev et Dmitri Medvedev, ancien président de la fédération de Russie, ont conclu une déclaration commune sur la mer Caspienne.

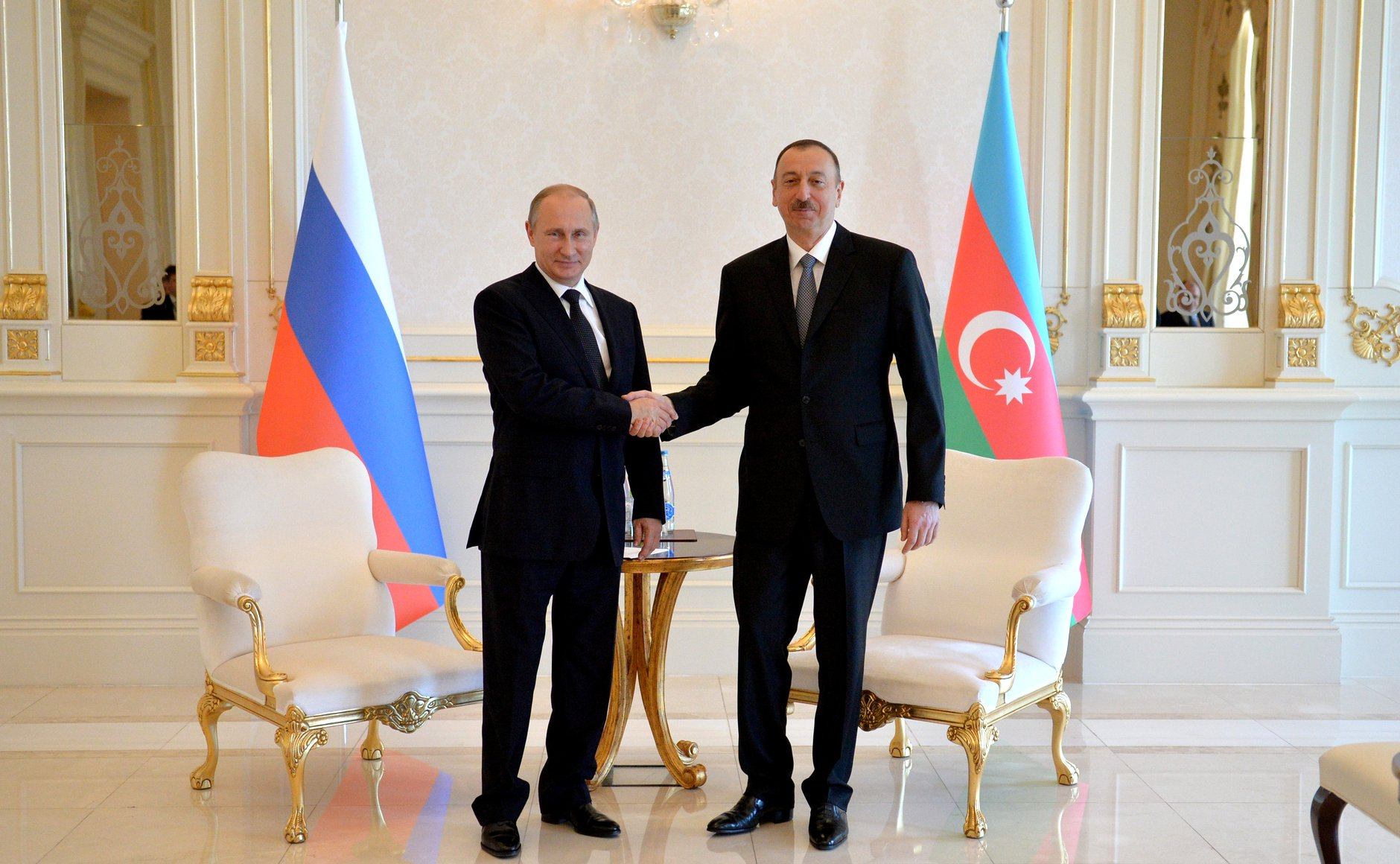
Rencontre du président Ilham Aliyev avec le président Vladimir Poutine.

Le 1er novembre 2017, une autre réunion a eu lieu entre Ilham Aliyev et Vladimir Poutine à Téhéran, la capitale de l'Iran. Lors de sa rencontre avec le vice-président du Conseil de la fédération de Russie et le président de l'Assemblée du peuple du Daghestan, Ilham Aliyev a évoqué les relations entre deux pays : « En passant en revue l'agenda de nos relations bilatérales avec le président russe Vladimir Poutine, a découvert qu'il n'y a pas un seul problème qui aurait besoin de solution… Bien sûr, aujourd'hui, la Russie et l'Azerbaïdjan font preuve de relations de bon voisinage, de partenariat et de relations amicales fiables de haut niveau ».
Ilham Aliyev a construit une relation avec l'Église orthodoxe russe. Le 24 avril 2010, le président Aliyev a été décoré de l'ordre de Gloire et d'honneur, la plus haute décoration de l'Église orthodoxe russe, à la suite de l'ordre de Saint-Serge de Radonège en 1re classe. En retour, Ilham Aliyev a accordé l'insigne de l'ordre de l'Honneur au patriarche Cyrille de Moscou.
Le sommet trilatéral entre les dirigeants russes, iraniens et azerbaïdjanais a été organisé à l'initiative du président Aliyev pour lutter contre le terrorisme, le crime organisé transnational, la contrebande d'armes et le trafic de drogue dans la région. Les dirigeants de l'Azerbaïdjan, de l'Iran et de la Russie ont promis de développer un projet transnational stratégique, le corridor international de transport Nord-Sud, qui irait de l'Inde jusqu'à Saint-Pétersbourg en Russie, offrant une alternative plus rapide et moins chère aux routes maritimes. Une telle réunion trilatérale de haut niveau a également été organisée entre les Présidents de l'Azerbaïdjan, de la Géorgie et de la Turquie. Il est prévu d'organiser une autre réunion trilatérale entre les dirigeants de l'Azerbaïdjan, de la Turquie et de la Russie.

##### Relations avec les États-Unis
Ilham Aliyev a cherché à élargir ses relations avec les États-Unis. Dans ce contexte, il a effectué sa première visite officielle à Washington à l'invitation de l'ancien président américain George W. Bush les 25 et 28 avril 2006. Au cours de la réunion, il a discuté des questions de l'industrie pétrolière et gazière, de la sécurité énergétique régionale et mondiale, transport, etc. avec son homologue américain,.
Le 24 septembre 2010, Ilham Aliyev a rencontré le président américain Barack Obama à New York lors de sa visite aux États-Unis pour la 65e session de l'Assemblée générale des Nations unies. La visite officielle suivante d'Ilham Aliyev aux États-Unis a eu lieu dans le cadre du Sommet sur la sécurité nucléaire à l'invitation de Barack Obama du 31 mars au 1er avril 2016,. Ilham Aliyev a tenu une réunion bilatérale avec l'ancien vice-président Joe Biden. Les parties ont eu des discussions sur la lutte contre le terrorisme et la coopération dans divers domaines. Joe Biden a souligné l'importance du Corridor du Sud pour renforcer la sécurité énergétique de l'Europe.
Le 20 septembre 2017, Ilham Aliyev a rencontré le président américain Donald Trump lors de la réception organisée par ce dernier dans le cadre de la 72e session de l'Assemblée générale des Nations unies à New York.
Dans sa lettre au président Ilham Aliyev à l'occasion de l'ouverture de la 24e conférence et exposition internationale sur le pétrole et le gaz de la Caspienne à Bakou, Donald Trump a déclaré que les États-Unis étaient fortement attachés au corridor gazier sud-européen.

##### Relations avec l'Organisation du traité de l'Atlantique nord (OTAN)
Ilham Aliyev a étendu la collaboration de l'Azerbaïdjan avec l'OTAN, en adhérant au plan d'action individuel de partenariat en 2004, qui permet la systématisation des partenariats bilatéraux ainsi que la coordination de la coopération sur toute question d'intérêt mutuel. L'Azerbaïdjan a achevé les documents relatifs au Plan d'action individuel du Partenariat OTAN-Azerbaïdjan (IPAP) pour la première période (2005-2007), la deuxième (2008-2010) et la troisième (2012-2013). Ilham Aliyev a présenté le premier IPAP de l'Azerbaïdjan à l'OTAN à Bruxelles le 19 mai 2014.
De hauts responsables militaires des États-Unis et de la Russie, Joseph Dunford, chef d'état-major interarmées, et Valery Gerasimov, chef d'état-major général, se sont rencontrés à Bakou,.

##### Relations avec l'Organisation de la coopération islamique (OCI)
Ilham Aliyev a déclaré à plusieurs reprises que les relations avec l'Organisation de la coopération islamique (OCI) figurent parmi les priorités de l'Azerbaïdjan en matière de politique étrangère,.

#### Guerre de 2020 au Haut-Karabagh
Après plusieurs mois de préparation, Ilham Aliyev lance une invasion militaire du Haut-Karabagh, république autoproclamée et indépendante de facto depuis 1991, ce qui déclenche la seconde guerre du Haut-Karabagh le 27 septembre 2020. L'Azerbaïdjan a le soutien logistique, militaire et opérationnel de la Turquie et bénéficie de livraisons d'armes (notamment de drones) par Israël. Le Haut-Karabagh est soutenu par l'Arménie. Après la prise de la ville stratégique et symbolique de Chouchi par l'armée azerbaïdjanaise, un cessez-le-feu est signé sous l'égide de la Russie. En six semaines la guerre fait plusieurs milliers de morts dans les deux camps. La victoire militaire de l'Azerbaïdjan permet à Aliyev de jouir d'un grand prestige dans sa politique intérieure et auprès de la population. À l'international, l'agression militaire est condamnée par de nombreux pays et l'emploi de plusieurs milliers de mercenaires syriens, dont certains recrutés dans les mouvements djihadistes, nourrit les critiques,,. Par ailleurs, les Forces armées azerbaïdjanaises, sous le commandement d'Ilham Aliyev, sont accusées par la Haute-Commissaire des Nations unies aux droits de l'homme d'utilisation d'armes à sous-munitions, une arme prohibée par la Convention sur les armes à sous-munitions. La Haute-Commissaire dénonce aussi de probables exécutions de prisonniers arméniens par l'armée azerbaïdjanaise, ce qui constitue un crime de guerre,,.
Dans les mois qui suivent la victoire militaire au Haut-Karabagh, Aliyev commence à développer une rhétorique islamiste qui lui était jusque-là étrangère.

#### Guerre de 2023 au Haut-Karabagh
Le 19 septembre 2023, il déclenche à nouveau la guerre contre la république auto-proclamée du Haut-Karabagh, rapidement battue ; le président du Haut-Karabagh, annonce qu'il dépose les armes dès le 20 septembre puis le 28 du même mois, il annonce la dissolution de la république.
Peu de temps après, Ilham Aliev annonce via la voix de son porte parole qu'il n'a aucun objectif militaire en Arménie ; mi-octobre, il hisse le drapeau azerbaïdjanais dans l'ancienne capitale du Haut-Karabagh.

### Accusations d’évasion fiscale
Il est cité dans l'affaire des Panama Papers en avril 2016.
En octobre 2021, son nom est également présent dans les Pandora Papers. Un article détaillé de l'Organized Crime and Corruption Reporting Project (OCCRP) précise notamment comment les trois enfants du président possèdent chacun plusieurs dizaines de millions d'euros d'avoirs dans des sociétés offshore à travers le monde.

## Distinctions et récompenses

### Distinctions nationales
- Azerbaïdjan – Ordre d'Heydar Aliyev[14]
- Azerbaïdjan – Ordre de Sheikhulislam[14]

### Distinctions étrangères
- Roumanie – Ordre de l'Étoile de Roumanie (2004)
- Arabie saoudite – Ordre du roi Abdelaziz (2005)
- Géorgie – Ordre d'honneur de la Géorgie
- France – Grand-croix de la Légion d'honneur (décernée par le président de la République française Jacques Chirac en 2007)[100].
- Pologne – Ordre du Mérite de la république de Pologne
- Ukraine – Première classe de l'ordre du Prince Iaroslav le Sage (2008)[101]
- Koweït – Ordre de Moubarak al-Sabah
- Grèce – Médaille d'or de la République hellénique
- Lettonie – Ordre des Trois Étoiles
- Roumanie – Grand Croix du service fidèle
- Tadjikistan – Ordre d'Ismaïl Ier
- Turquie – Ordre de l'État de la république de Turquie (2013)
- Ukraine – Ordre de la Liberté (2013)
- Serbie – Ordre de la république de Serbie (2013)[102]

### Autres
- Turquie – Fondation İhsan Doğramacı pour la paix
- Russie – Premier degré de l'ordre de Saint-Serge de Radonège du patriarcat de Moscou et de toute la Russie